# Festa nazionale del Belgio
La festa nazionale del Belgio (in olandese Nationale feestdag van België; in francese Fête nationale belge) è la festa nazionale istituzionale del Belgio. Si svolge il 21 luglio di ogni anno dal 1890.  È stata istituita per commemorare il giuramento di Leopoldo I alla nuova costituzione belga, diventando così il primo monarca della nazione. In Belgio è un giorno non lavorativo.

## Storia

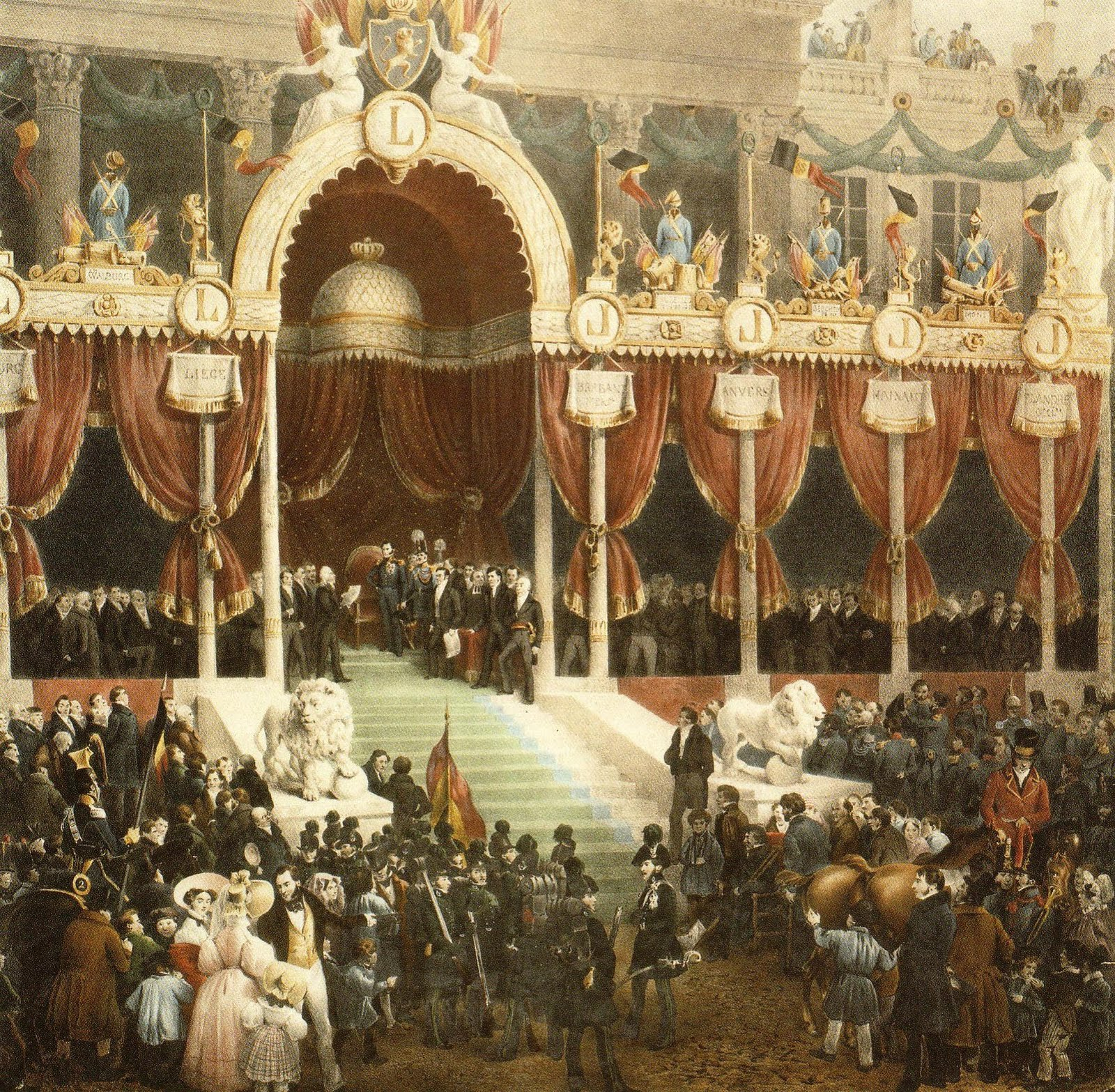
Leopoldo I del Belgio presta giuramento alla Costituzione belga

La ricorrenza nazionale risale a una legge del 27 maggio 1890 e commemora un evento fondamentale della storia belga: il 21 luglio 1831 Leopoldo I giurò fedeltà alla nuova costituzione belga, diventando così il primo monarca della nazione.
Il voto del Re segna l'inizio di uno Stato indipendente belga sotto una monarchia costituzionale, monarchia che tuttora è in carica malgrado le spinte indipendentiste dell'etnia fiamminga.
Oggi la festa nazionale belga è celebrata con vari festeggiamenti cui partecipa il Re e tutta la famiglia reale: negli ultimi anni questa festa ha cercato di rimarcare l'unità del Belgio col Re che rappresenta l'unità nazionale.
Nel 2013, in tale giorno Alberto II abdicò in favore del primogenito Filippo, che salì al trono in uno spazio di soli 90 minuti.